# Pueraria lacei
Pueraria lacei är en ärtväxtart som beskrevs av William Grant Craib. Pueraria lacei ingår i släktet Pueraria och familjen ärtväxter. Inga underarter finns listade i Catalogue of Life.